# Бангладеш на літніх Олімпійських іграх 1992
Бангладеш брав участь в Літніх Олімпійських іграх 1992 року в Барселоні (Іспанія) втретє. Країну представляли 6 осіб, 5 чоловіків і 1 жінка. Жодної медалі не завоювали.